# Europatitan
Europatitan eastwoodi
Genre
Espèce
Europatitan (qui signifie « géant européen ») est un genre fossile de dinosaures sauropodes du clade  Somphospondyli de la formation Castrillo de la Reina du Crétacé inférieur d'Espagne, connu à partir d'un spécimen relativement complet découvert au début des années 2000. Il contient une seule espèce, Europatitan eastwoodi, du nom de l'acteur et réalisateur Clint Eastwood.
L'holotype a été découvert à « El Oterillo II » dans la formation de Castrillo de la Reina (Groupe d'Urbión) en 2003.

## Description
Le spécimen sur lequel l'espèce a été décrite est l'un des sauropodes Titanosauriformes survivants les plus complets du Crétacé inférieur d'Europe. Les neuf caractères autapomorphes définissant E. eastwoodi se réfèrent à des détails anatomiques des vertèbres cervicales, des structures laminaires de la vertèbre dorsale, et d'autres caractères uniques de l'omoplate et des côtes dorsales. Europatitan était un dinosaure géant avec des os de grandes proportions : côtes dorsales de 210 centimètres de long ; omoplate de 165 centimètres de long et une vertèbre dorsale de 70 centimètres de haut bien qu'incomplète. Les vertèbres cervicales sont remarquables par leur extrême pneumatisation et par la grande longueur de leur centre vertébral qui atteint 114 centimètres. Ces dimensions permettent de reconstituer un cou extrêmement long, comme chez les titanosauriformes Giraffatitan, Sauroposeidon et Erketu. Les paléontologues appellent familièrement ces animaux des « dinosaures girafes », car plusieurs hypothèses proposent que le cou de ces dinosaures puisse être disposé presque verticalement. Si cette possibilité est correcte, la tête de Europatitan pourrait se trouver à environ 16 mètres du sol, ce qui en ferait l'un des plus grands dinosaures connus en Europe. Les auteurs de la recherche ont également estimé qu'il serait l'un des plus grands d'Europe : sa longueur totale serait de 27 mètres, et son poids atteindrait 35 tonnes.

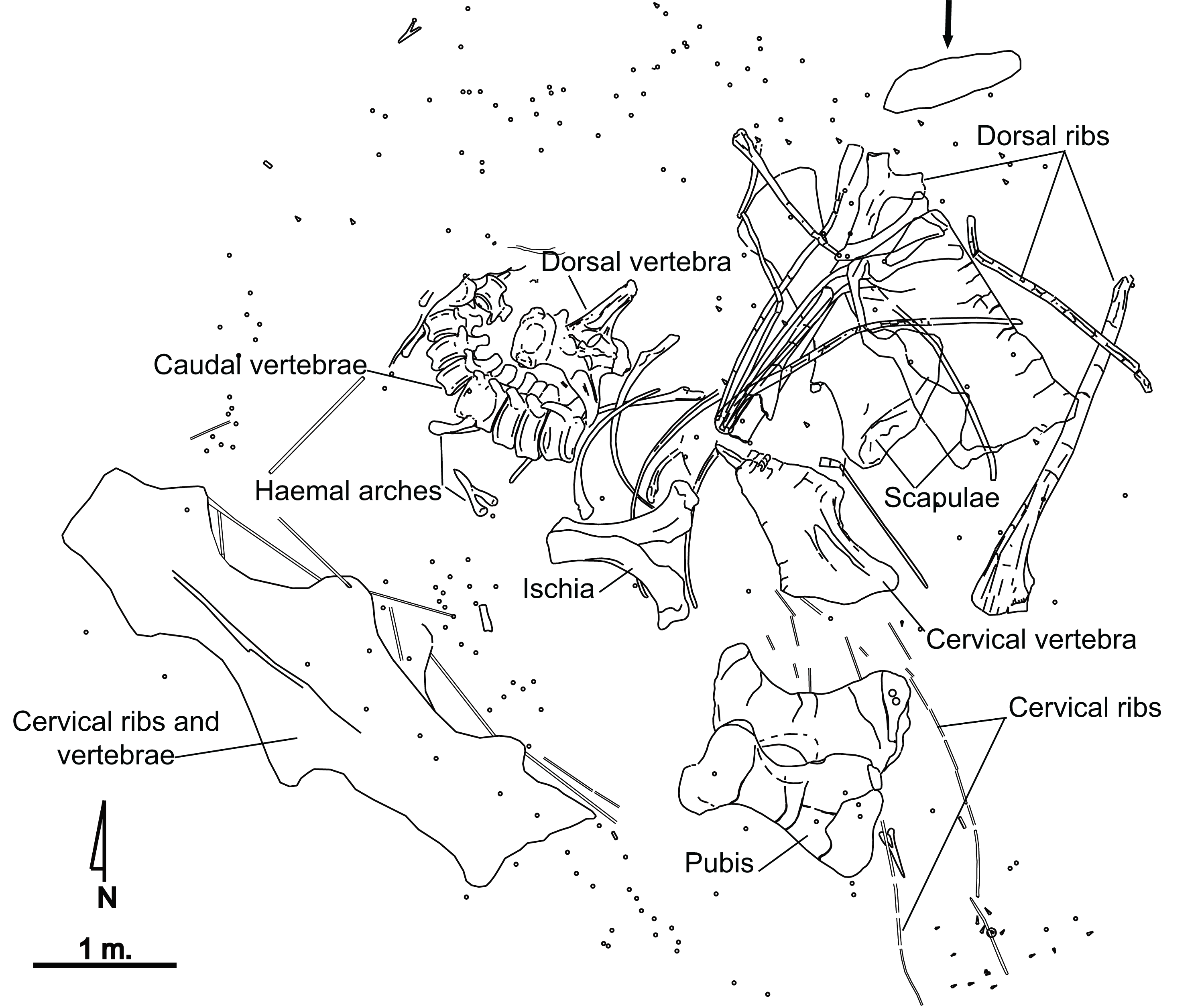
Carte de la carrière du spécimen holotype partiel

## Classification
Selon l'hypothèse phylogénétique, Europatitan serait l'un des Somphospondyli les plus basiques, dans une position proche de Tendaguria et Sauroposeidon. La proposition phylogénétique sépare Europatitan des Brachiosauridae et des Titanosauria. Europatitan fournit de nouvelles informations sur la dispersion initiale des Somphospondyli au Crétacé inférieur de la Laurasie qui a pu avoir lieu en Europe. Il peut être inclus dans la faune « eurogondwanienne » avec un autre dinosaure de Burgos, Demandasaurus. L'origine de ces dinosaures serait liée à un processus d'échange de faunes de vertébrés qui aurait eu lieu au début du Crétacé entre le Gondwana et la Laurasie.